# Михримах-султанија (ћерка Сулејмана Величанственог)
Михримах-султанија (тур. Mihrimah Sultan) била је кћи Сулејмана Величанственог и његове супруге султаније Хурем, сестра Селима II и тетка Мурата III.

## Детињство
Рођена је као друго дете султаније Хурем крајем 1522. године. Имала је петоро браће, од којих су четири достигли зрелост. Михримах је била вољена и, према популарној верзији, једина ћерка султана која је достигла зреле године.
Михримах је одгајана и образована под строгим надзором своје мајке. Према речима савременика, Михримах је била добро васпитана, лепо је говорила и имала је леп рукопис и стил писања. Поред тога, била је изузетно побожна.

## Брак
Султанија Хурем је одлучила крајем 1538. године да је време да се њена кћи уда. Првобитан кандидат је био намесник Каира, међутим, Хурем је сазнала да је Рустем-паша изразио жељу да се ожени Михримах и подржала га. Сулејман је пристао да се Михримах уда за Рустем-пашу, намесника Дијарбакира. Рустемови непријатељи су ширили гласине да је боловао од губе, али је доктор који је послат у Дијарбакир да га прегледа утврдио да је то нетачно. 26. новембра 1539. године на Хиподрому почела је прослава поводом обрезивања шехзаде Бајазида и Џихангира; затим, током славља, 4. децембра, склопљен је брак између Рустема и Михримах.
Као резултат уклањања Лутфи-паше, 1541. године Рустем-паша постаје други везир, а већ у децембру 1544. године добија положај Великог везира. Није познато колико је Михримах била везана за свог мужа.

## Политички утицај
Политичка активност султаније Михримах је почела да расте након ступања њеног супруга на место Великог везира. Иако нема доказа да су Михримах и њена мајка умешане у пад њеног старијег полубрата шехзаде Мустафе, многи извори, како османски тако и страни, верују да су на тај начин отворие пут Хуреминим синовима за престо. Мустафин успон на власт био је неисплатив за њих: Рустем би изгубио положај и, могуће, главу, Хурем би изгубила статус и све своје синове, а Михримах би изгубила мужа, браћу и утицај. Јањичари су, након погубљења Мустафе 1553. године, тражили погубљење Рустем-паше, али му је живот спасила Михримах, која је наговорила своју мајку да пише султану и да утиче на његову одлуку. Рустемов живот је поштеђен, али је смењен са места Великог везира и разрешен свих дужности у Дивану. Поводом свих стресова, Михримах-султанија је доживела тежак побачај 1. марта 1554. године који ју је умало коштао живота.
Веровало се да су Хурем и Михримах умешане у погубљење великог везира Кара Ахмед-паше, који је дошао на власт 1553. године, одмах након погубљења шехзаде Мустафе, када је Рустем-паша смењен са функције. Кара Ахмед је остао на функцији две године, након чега га је, према гласинама, Рустем-паша оптужио за мито и Ахмед-паша је по одлуци султана Сулејмана погубљен. Смрт Кара Ахмед-паше вратила је Рустем-паши положај Великог везира.
Султанија Хурем је умрла 1558. године. После смрти њене мајке, Михримахин утицај у палати се повећао; постала је и главни саветник свог оца и обавештавала га је о новостима током његовог одсуства у престоници.

## Деловање у борби престолонаследника
Михримах је, као и њена мајка, заједно са својим мужем подржала шехзаде Бајазиту као престолонаследнику, која му је пружала понајвише финансијску подршку. Након битке принчева у мају 1559. године, шехзаде Бајазит избегава са синовима у Казвин где добија азил од шаха Тахмаспа. Након смрти Рустем-паше у јулу 1561. године, султанија Михримах је деловала заједно са новим Великим везиром Семиз Али-пашом, који је био присталица шехзаде Бајазита; Михримах је Али-паши предложила да склопе брак у августу 1561. године у циљу пружања јаче подрше шехзаде Бајазиту, али је он одбио.
Након што је шехзаде Бајазит са синовима погубљен 25. септембра 1561. године, султанја Михримах није могла да опрости свом оцу убиство њеног вољеног брата; носила је црнину, преселила се у Стари двор заједно са читавом својом пратњом. Михримах није лично обавестила свог оца о свом одласку из Топкапи-палате, преневши му поруку преко главне калфе да је њена жалост неће проћи и да надаље више неће живети у одајама њене мајке. Сулејман је био потрешен овим речима, јер је веровао да га његова ћерка презире.

## Живот за време владавине Селима II и Мурата III
Након смрти свог оца, Михримах је била најутицајнија и најугледнија султанија током владавине свог брата Селима II. Чим је дошао на власт, Селим јој се обратио за помоћ пошто му је био потребан новац, након чега му је позајмила педесет хиљада златника. Током каснијег дела његове владавине постала је његов политички саветник, иако је држала дистанцу са његовом супругом Нурбану која је имала удела у прикупљању подршке против шехзаде Бајазита. 
Током владавине њеног братанића султана Мурата III, њена дневна примања су се  састојала од 600 аспера. Заједно са својом ћерком, давала је подршку султанији Сафије, са кругом блиских паша. У октобру 1576. године, Михримах је потрошила 70 000 аспера за венчање своје унуке Салихе.

## Смрт
Здравље Михримах-султаније се погоршало 1576. године, након смрти њеног сина. Умрла је 25. јануара 1578. године. Сахрањена је поред оца и мајке у џамији свог оца.